# هوکوتومی نوبویوشی
هوکوتومی نوبویوشی (به ژاپنی: 北勝海 信芳) کُشتی‌گیر سوموی اهل هوکایدو در کشور ژاپن است که شصت‌ویکمین کشتی‌گیر دارای رتبهٔ یوکوزونا محسوب می‌شود. وی در سال ۱۹۸۷ میلادی به این مرتبه ارتقا یافت و در سال ۱۹۹۲ میلادی بازنشست شد. هوکوتومی نوبویوشی توانست ۸ بار قهرمان (یوشو) مسابقات سومو شود.